# عصر طلایی ایالات متحده

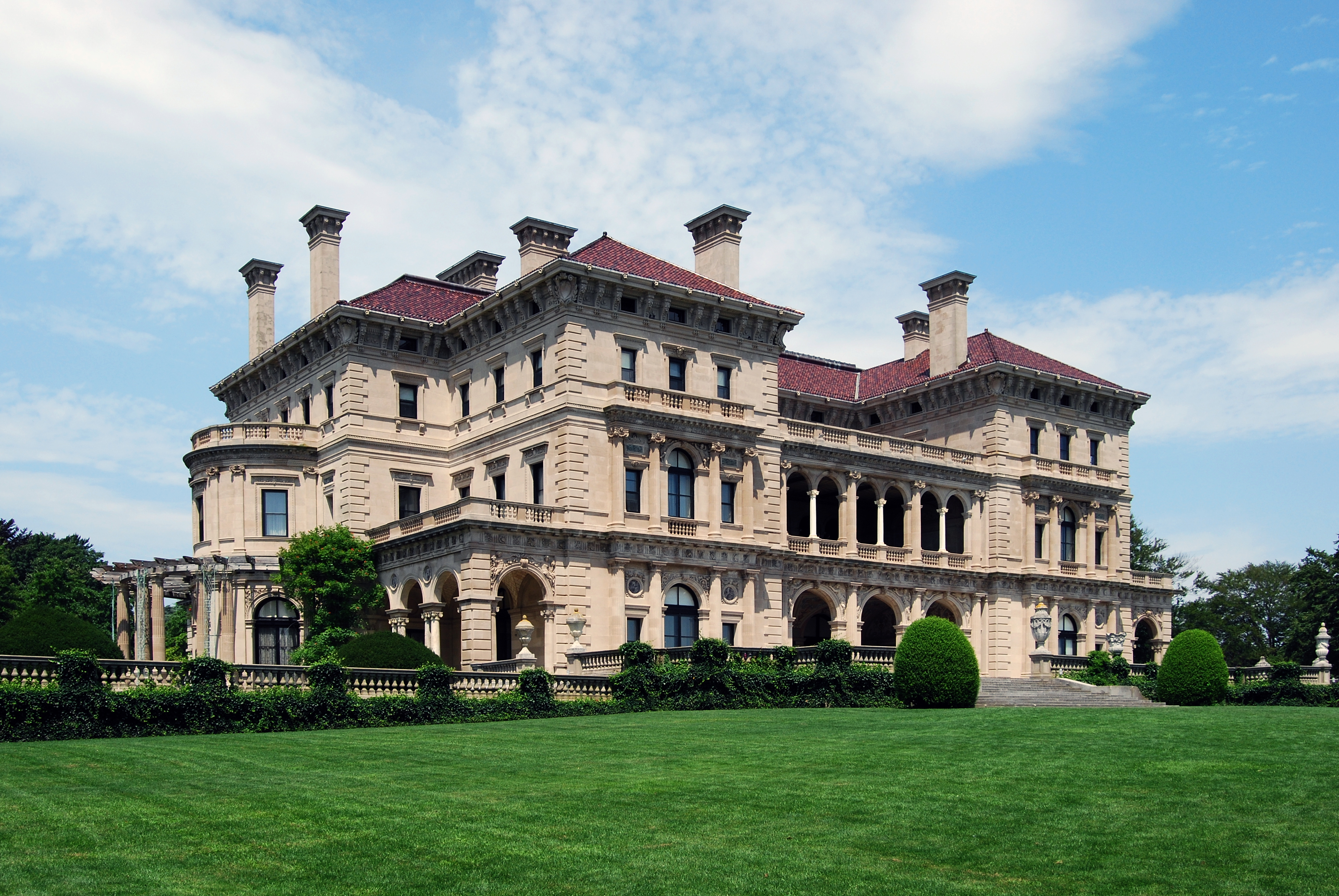
بریکرز، یک عمارت مربوط به عصر طلایی در نیوپورت، رود آیلند متعلق به خانواده وندربیلت، یکی از خانواده‌های ثروتمند آن دوره که در صنعت راه‌آهن فعالیت داشتند

عصر طلایی ایالات متحده (انگلیسی: Gilded Age) یا عصر مطلا، عنوان دوره‌ای است در تاریخ ایالات متحده آمریکا مربوط به اواخر سده ۱۹ میلادی که از دهه ۱۸۷۰ تا اواخر دهه ۱۸۹۰ میلادی به طول انجامید. این دوره، مصادف با رشد سریع اقتصادی به ویژه در شمال و غرب ایالات متحده بود. اصطلاح منتسب برای این دوره، در دهه‌های ۱۹۲۰ و ۱۹۳۰ مصطلح گردید که برگرفته از رمان نویسنده آمریکایی مارک تواین با نام عصر طلایی: حکایت امروز بود. نویسنده — در این کتاب — مشکلات سریالی و جدی اجتماعی آن دوره را که «در پوششی از طلای نازک و «تذهیب شده» پنهان شده بود عیان می‌ساخت و در حقیقت، چیزی را به ظاهر خوش آب و رنگ نشان می‌داد که در باطن چنین نبود.»
نیمه اول عصر طلایی تقریباً همزمان با دوره ویکتوریا در بریتانیا و دوران زیبا در فرانسه بود. آغاز آن در سال‌های پس از جنگ داخلی و همزمان با دوران بازسازی ایالات متحده آمریکا (که در سال ۱۸۷۷ به پایان رسید) بود و پایان آن نیز با عصر ترقی‌خواهی در سال ۱۸۹۶ رقم خورد. از آنجایی که «دستمزدهای آمریکایی [به ویژه برای کارگران ماهر] بسیار بالاتر از دستمزدهای اروپا بود» و افزون بر آن، از آنجایی هم که «صنعتی‌شدن، نیاز به نیروی کار ماهر فزاینده‌ای داشت» این دوره شاهد هجوم میلیون‌ها مهاجر اروپایی بود.

## پیشرفت صنعتی و تکنولوژی
عصر طلایی در ایالات متحده مصادف با دورهٔ رشد اقتصادی بود و این کشور [ایالات متحده] در مقولهٔ صنعتی‌سازی — ضمن پیشتازی نسبت به انگلستان — به سرعت در حال گسترش اقتصاد خود به ویژه در صنایع سنگین همچون کارخانه‌ها، راه‌آهن و استخراج ذغال‌سنگ به مناطق جدید بود. در سال ۱۸۶۹، اولین راه‌آهن بین‌قاره‌ای دسترسی به مناطق معدن‌کاوی و دامداری در غرب دور را تسهیل نمود. مسافرت از نیویورک به سانفرانسیسکو که تا پیش از آن حدود ۶ ماه طول می‌کشید، سپس به ۶ روز تقلیل یافت. مسافت قابل پیمایش به کمک راه‌آهن از سال ۱۸۶۰ تا ۱۸۸۰ میلادی تقریباً سه برابر افزایش یافت و تا سال ۱۹۲۰، همین مقدار مجدداً دو برابر شد. مسیر جدید موجب پیوند بازارهای بزرگ‌تر با مناطق بکر و منزوی گردید و امکان افزایش کشاورزی تجاری، دامداری و معدن‌کاوی در قالب یک بازار ملی را فراهم نمود. در همین مقطع، تولید فولاد آمریکا افزایش یافت و از کشورهای بریتانیا، آلمان و فرانسه پیشی گرفت.

## جنوب
بخش جنوب ایالات متحده آمریکا در قیاس با شمال یا غرب، به شدت روستایی باقی ماند. بازسازی‌ها در جنوب، تغییرات عمده‌ای را در شیوه کشاورزی ایجاد کرد. مهم‌ترین آنها «کِشت و زرع به شیوهٔ مساقات بود». بر طبق این شیوه [مساقات] کشاورزان مستأجر، تقریباً نیمی از ماحصل محصول خود را در ازای دریافت بذر برای کِشت بعدی و سایر مایحتاج ضروری زراعت با مالکان زمین تقسیم می‌کردند. در حدود ۸۰٪ از کشاورزان سیاه‌پوست و ۴۰٪ از کشاورزان سفیدپوست پس از جنگ داخلی، تحت لوای سازوکار زراعت به شیوهٔ مساقات به سر می‌بُردند. موضوع اصلی آنجا بود که اغلب این سهامداران (مستاجران زمین و مالکان) در چرخه‌ای از بدهی، محبوس مانده و تنها عامل برون‌رفت از چنین مخمصه‌ای تلاش مضاعف برای افزایش کاشت محصول بود. با همهٔ این احوال — چنین سازوکاری — پیامدهایی همچون فزونی بیش از حد تولید پنبه و تنباکو را در پی داشت و ماحصل آن چیزی به جز کاهش قیمت و درآمد، فرسودگی خاک و فقر در بین مالکان و مستاجران نبود.

## اختلاف ثروت

کاریکاتوری که نشانگر سایروس وست فیلد، جی گولد، ویلیام هنری واندربیلت و راسل رایزلی سیج است که در تلاطم روزهای سخت، توسط جزیره‌ای از ثروت شخصی و دستمزدهای پایین و به پشتوانهٔ کارگران محافظت می‌شوند.

نابرابری توزیع ثروت در این دوره بسیار بالا بود. از سال ۱۸۶۰ تا ۱۹۰۰ میلادی ۲٪ ثروتمندترین خانواده‌های آمریکایی بیش از یک سوم از ثروت کشور را در اختیار داشتند، در حالی که ۱۰٪ خانواده‌های برتر، تقریباً سه چهارم منابع و ثروت را در تملک داشتند. ۴۰٪ دهک‌های پایین اصولاً ثروتی نداشتند. از دیدگاه توزیع دارایی، به‌طور کلی می‌توان گفت ۱٪ از ثروتمندان، مالکیت ۵۱٪ از ثروت و منابع کشور را در اختیار داشتند در حالی که، ۴۴٪ از مردم دهک‌های پایین، در مجموع مالک ۱/۱٪ از دارایی‌ها بودند.
هوارد زین — مورخ — استدلال می‌کند که «این نابرابری به همراه شرایط ناپایدار کار و زندگی برای طبقات کارگر باعث ظهور جنبش‌های پوپولیستی، آنارشیستی و سوسیالیستی شد.» توما پیکتی — اقتصاددان فرانسوی — اظهار می‌دارد که اقتصاددانان این دوره، همچون ویلفورد ایزابل کینگ نگران این بودند که «ایالات متحده به شکل فزاینده‌ای نابرابر و تقریباً شبیه به اروپای قدیم گردد و هر چه بیشتر از کمال مطلوب اولیه خود دورتر شود».
بر طبق اظهارات ریچارد ساچ — اقتصاددان — در دیدگاهی جایگزین از آن دوران می‌توان گفت که ۲۵٪ از دهک‌های پایین، ۰/۳۲٪ از ثروت جامعه را در اختیار داشتند در حالی که ۰/۱٪ دهک‌های بالا، مالک ۹/۴٪ ثروت بودند که همین موضوع به معنی این است که این دوره دارای کمترین توزیع ثروت ثبت‌شده در تاریخ است. وی در عین‌حال، دلیل چنین موضوعی را عدم دخالت دولت می‌داند. فزونی گرفتن رشد اقتصادی، هزینه‌های انسانی (جانی) قابل‌توجهی را در کنار خودش به ارمغان آورد چرا که صنعت آمریکا بالاترین میزان حوادث را در جهان داشت. در سال ۱۸۸۹، راه‌آهن در حدود ۷۰۴۰۰۰ مرد را استخدام کرد در حالی که از این میزان، در حدود ۲۰۰۰۰ نفر از آنها مجروح شدند و ۱۹۷۲ نفر نیز در حین کار جان خود را از دست دادند. ایالات متحده همچنین [در آن مقطع] تنها قدرت صنعتی بود که هیچ برنامه‌ای برای پرداخت غرامت کارگری به منظور حمایت از کارگران آسیب‌دیده نداشت.

## نگارخانه

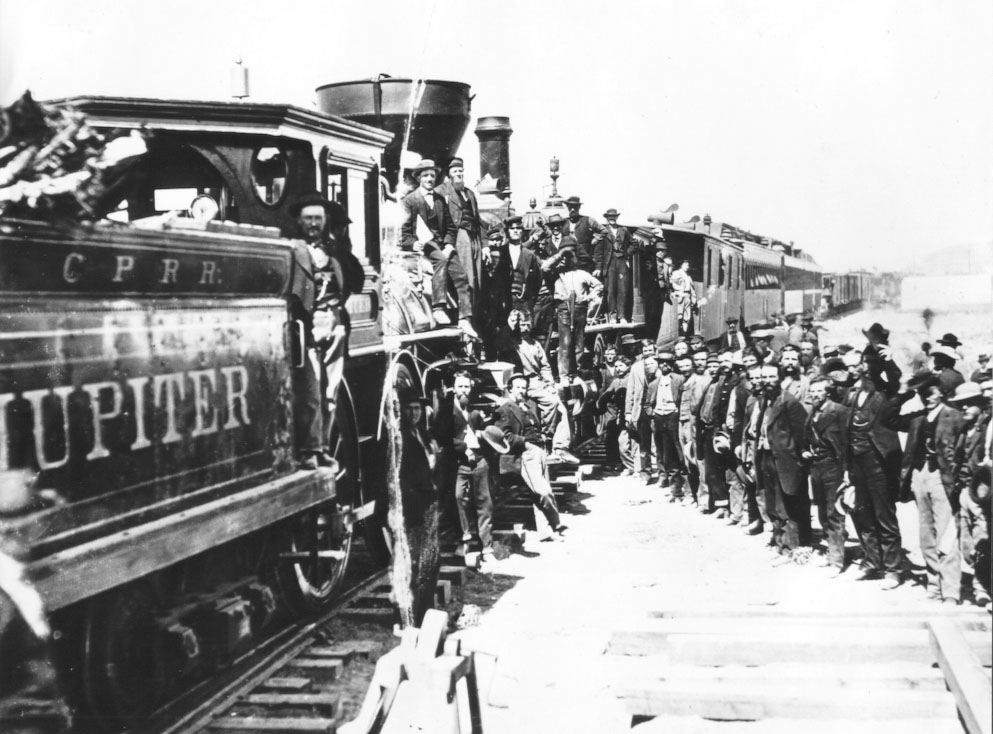
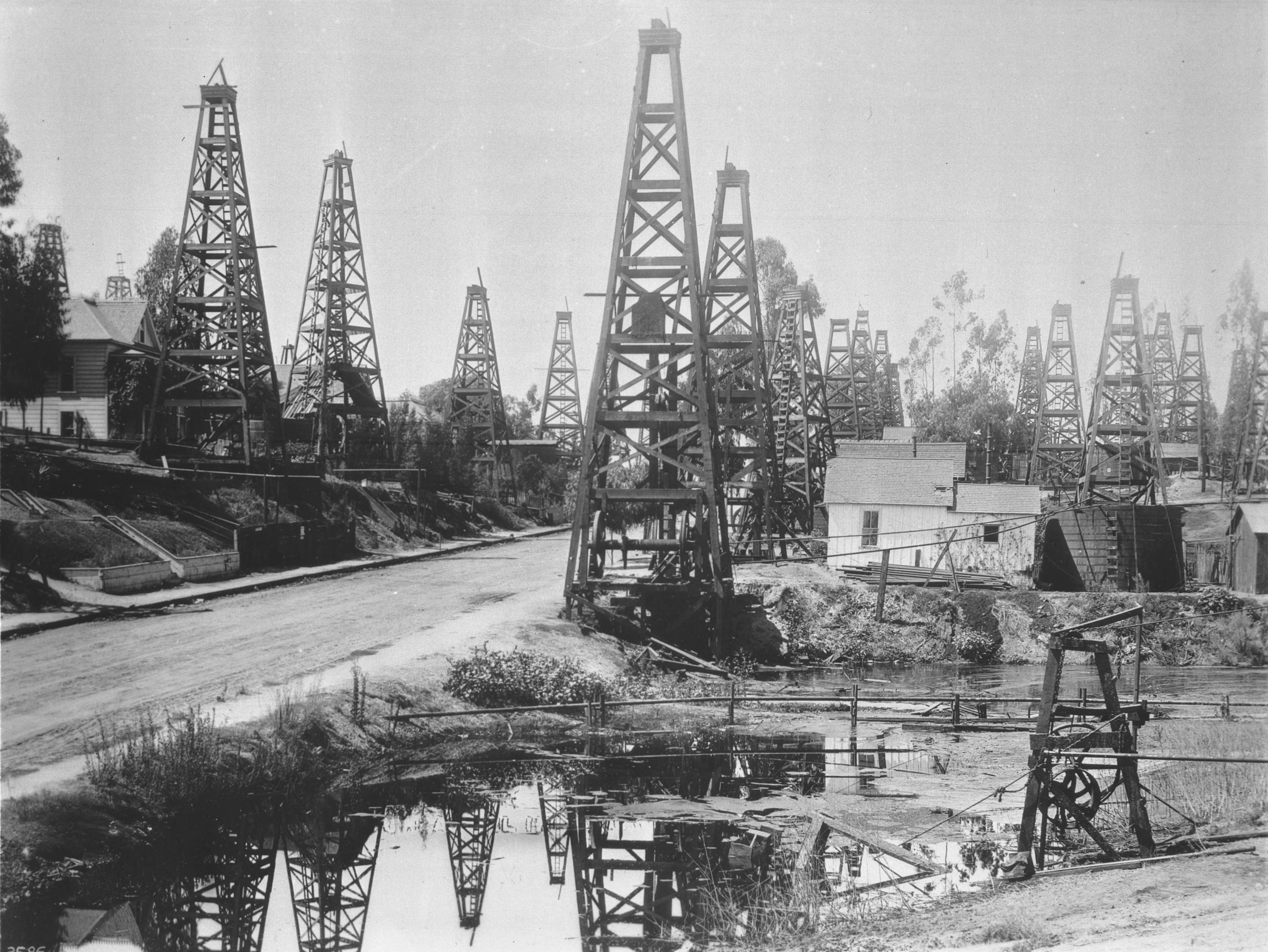
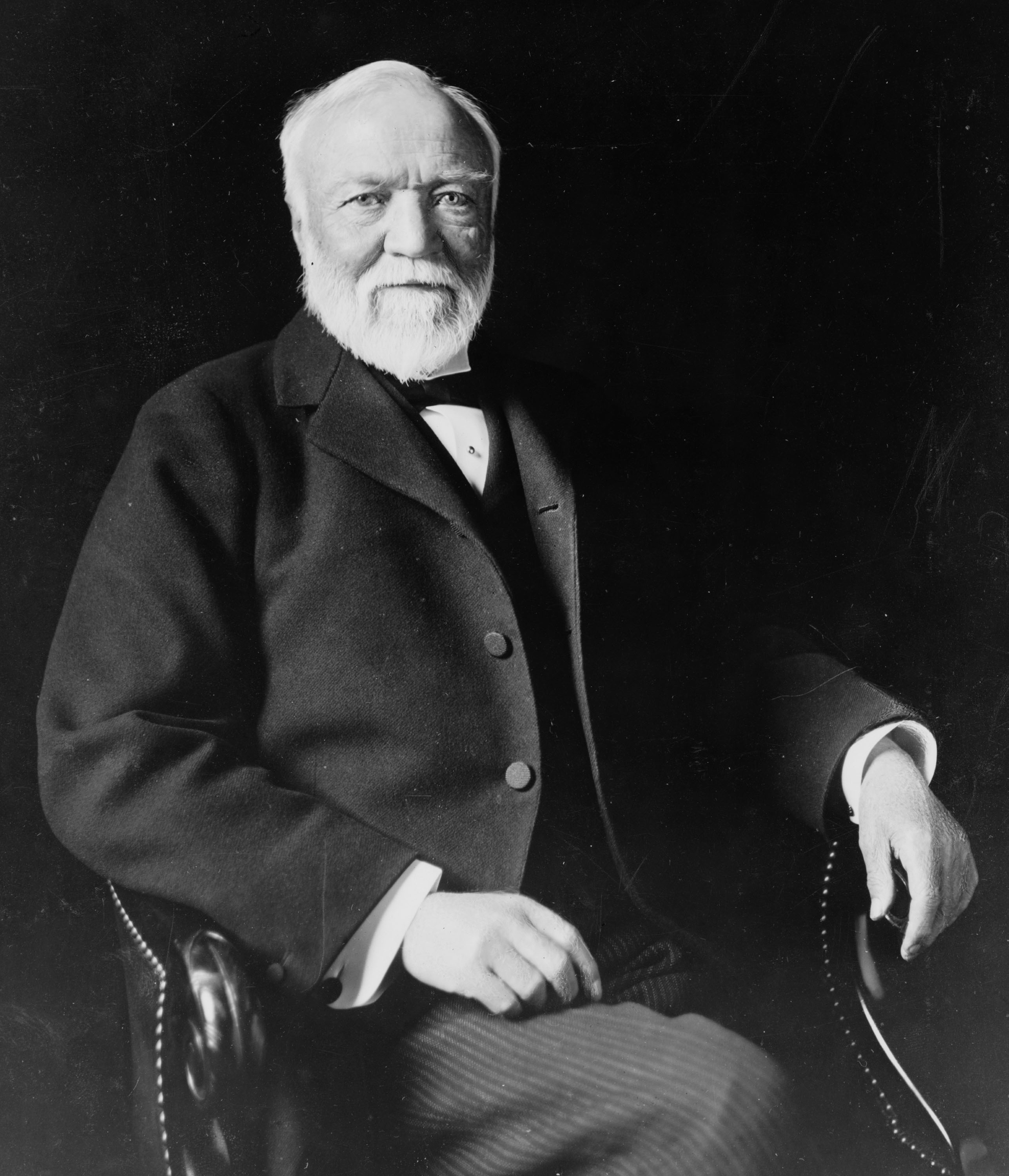
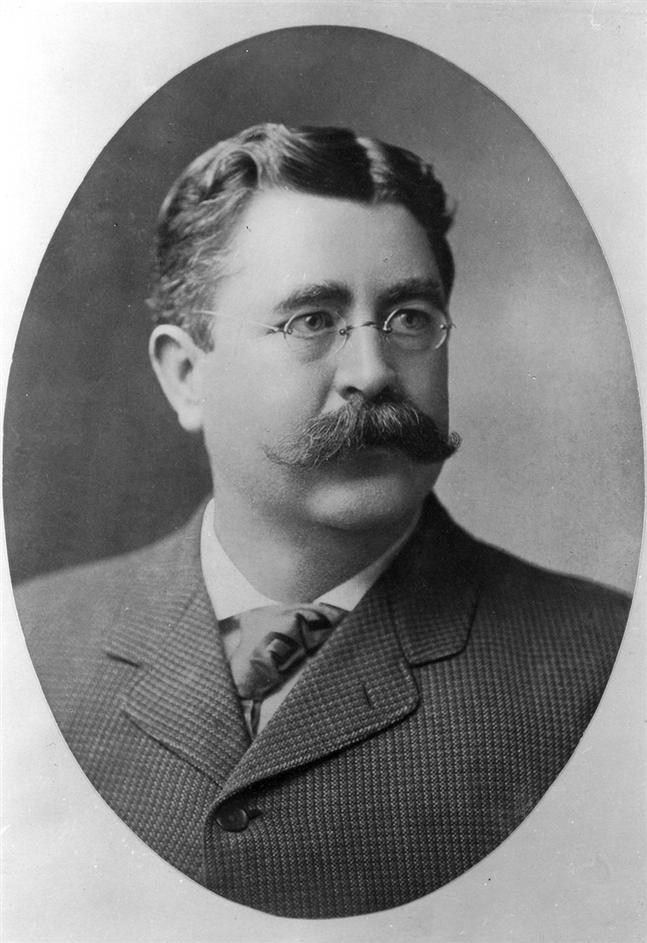
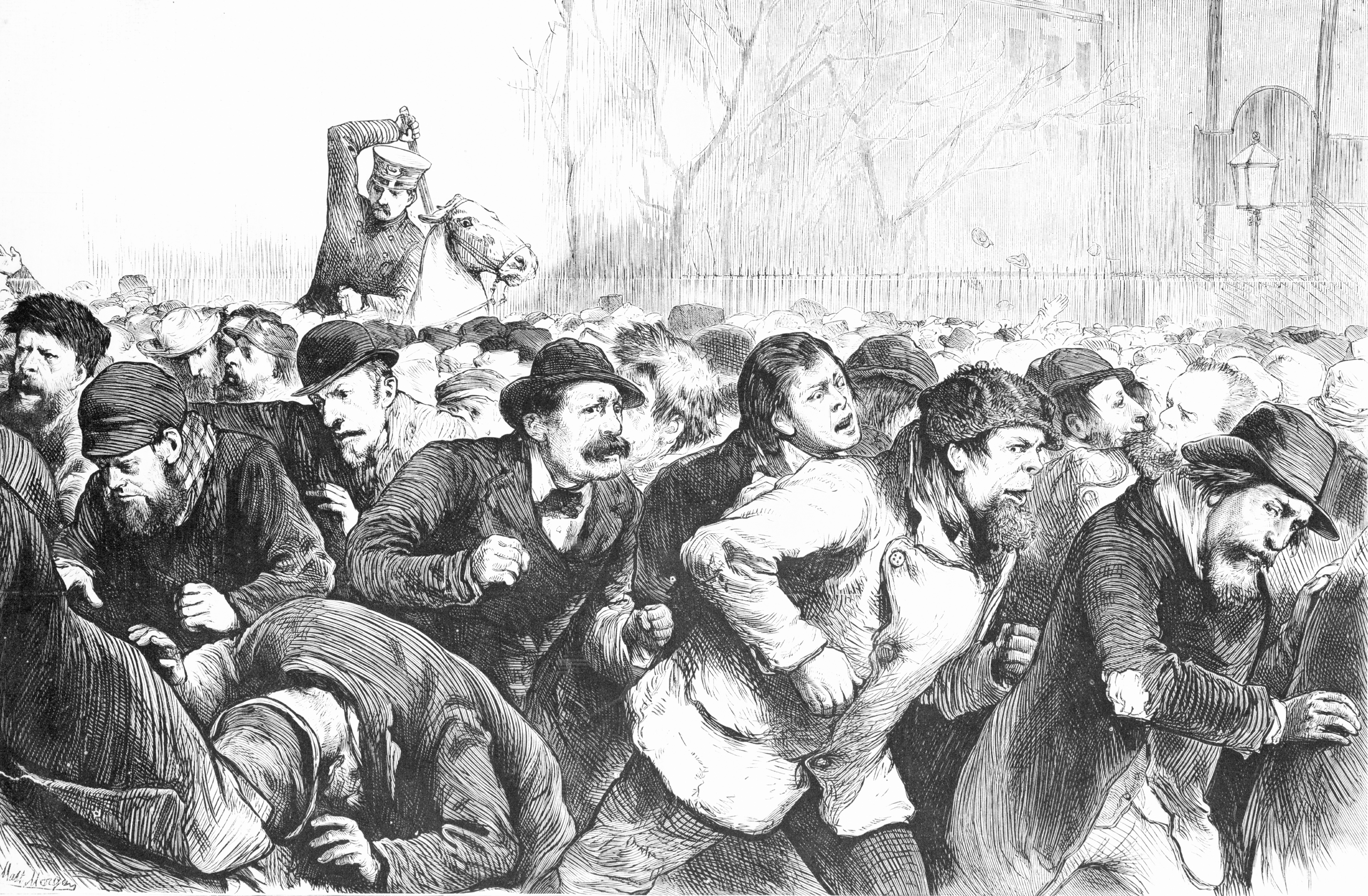
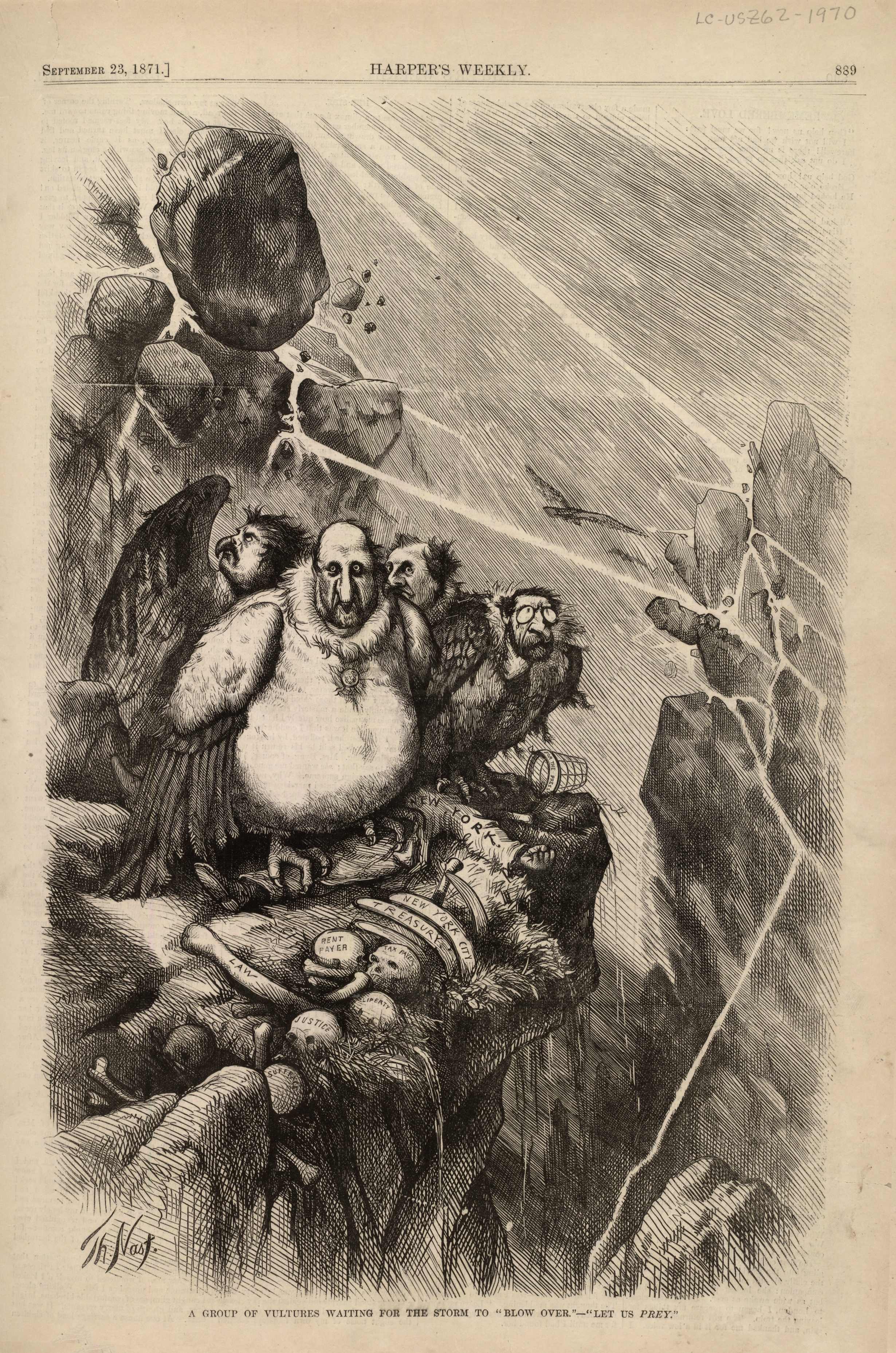
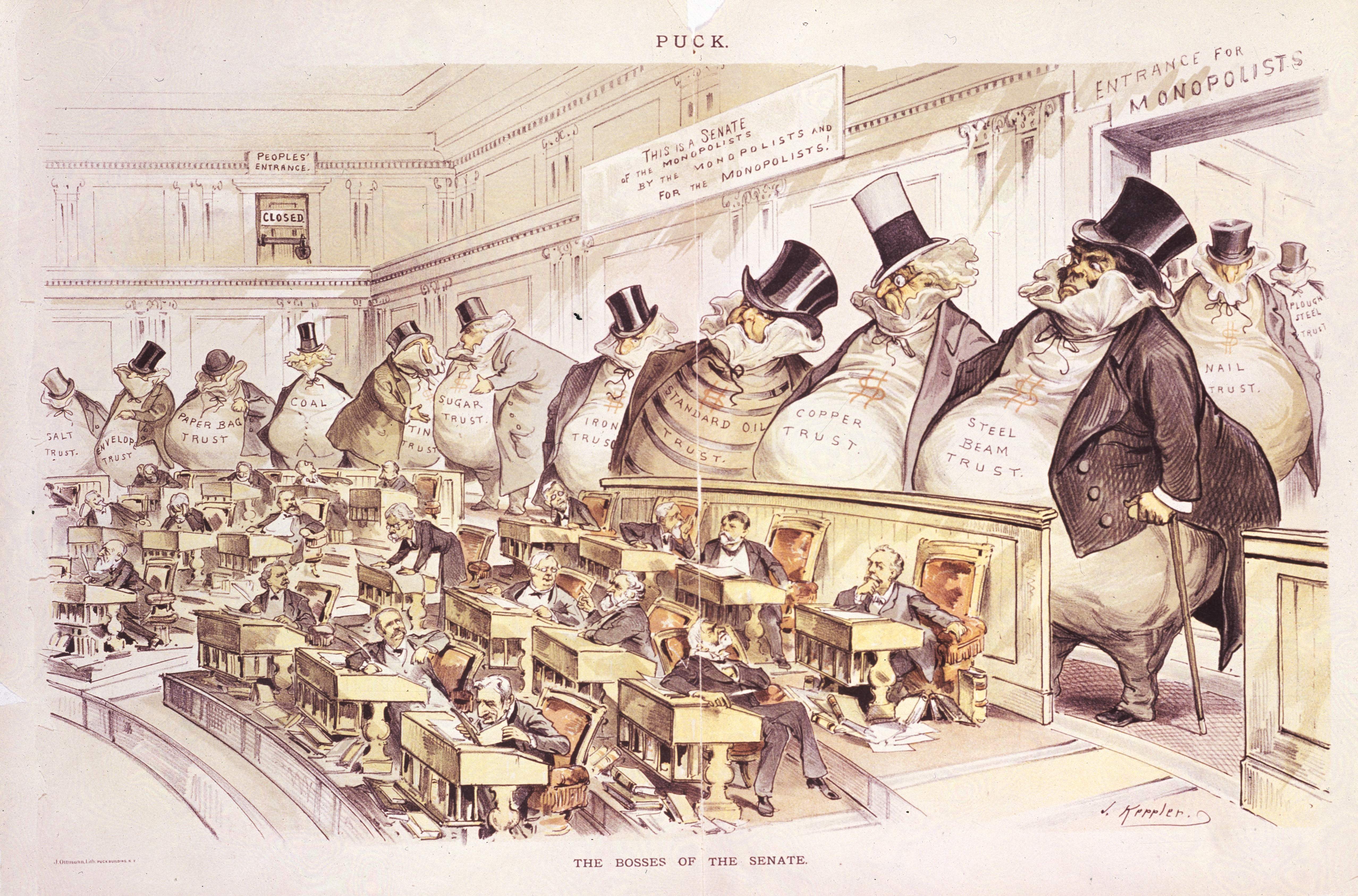
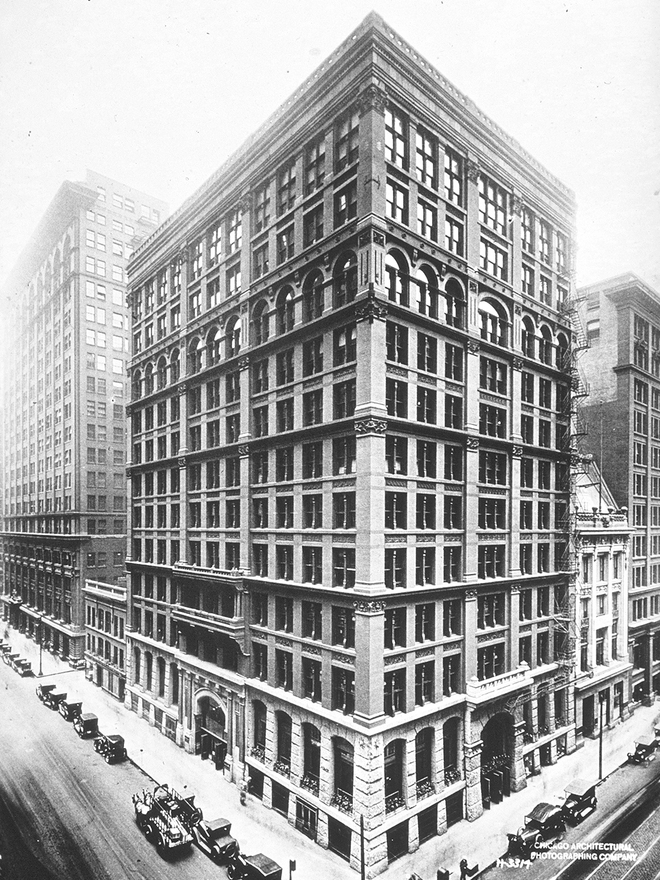
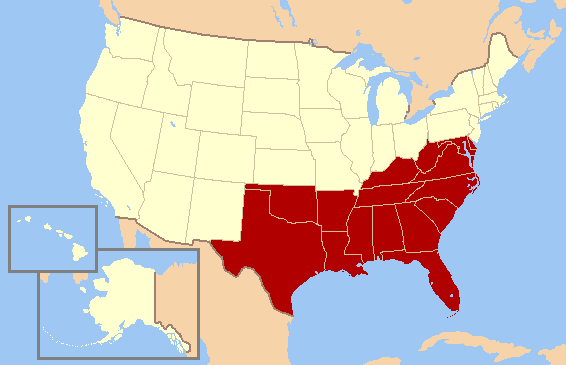
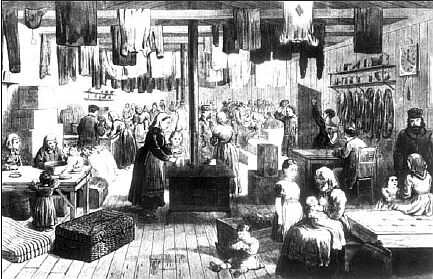
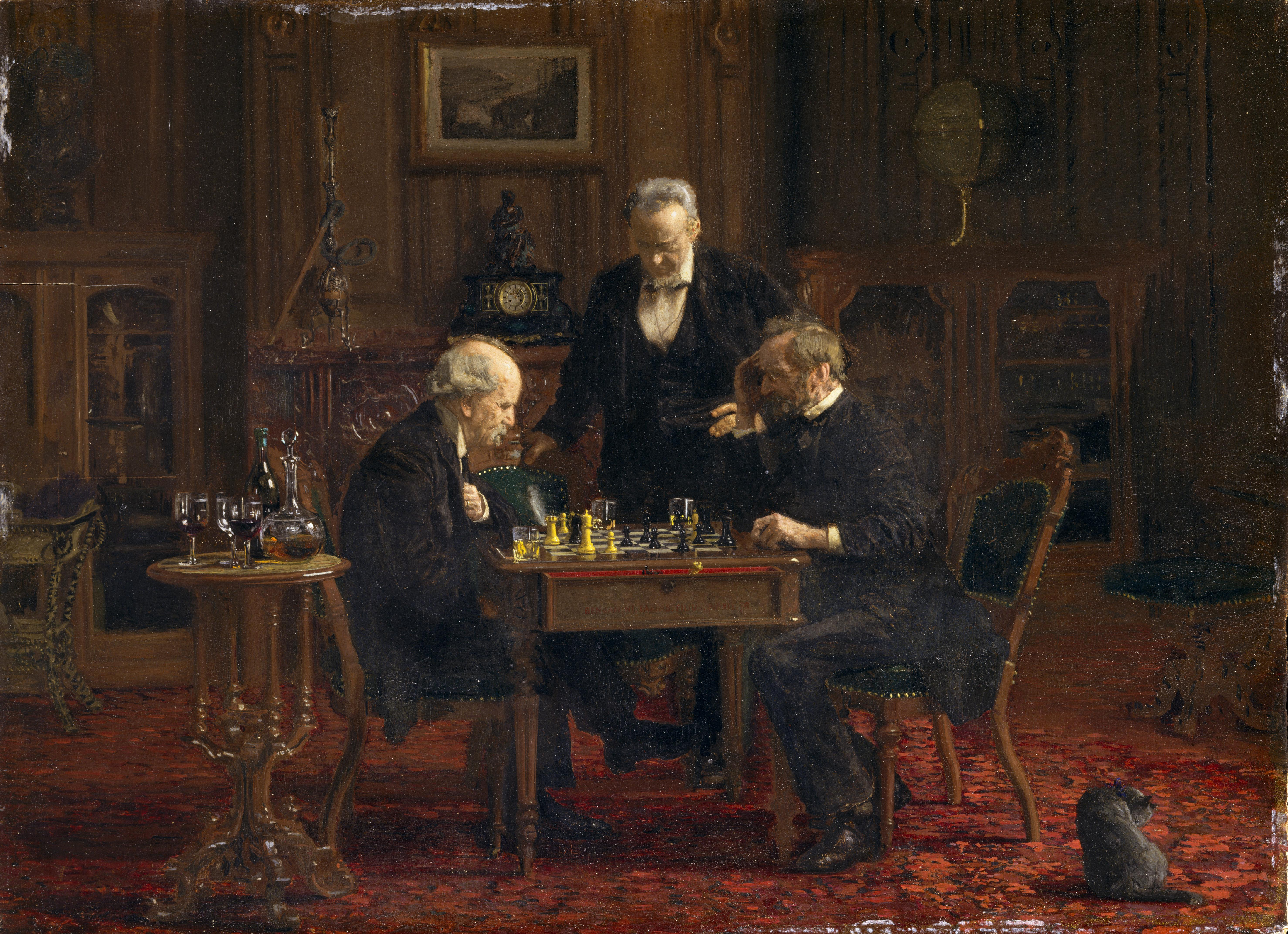
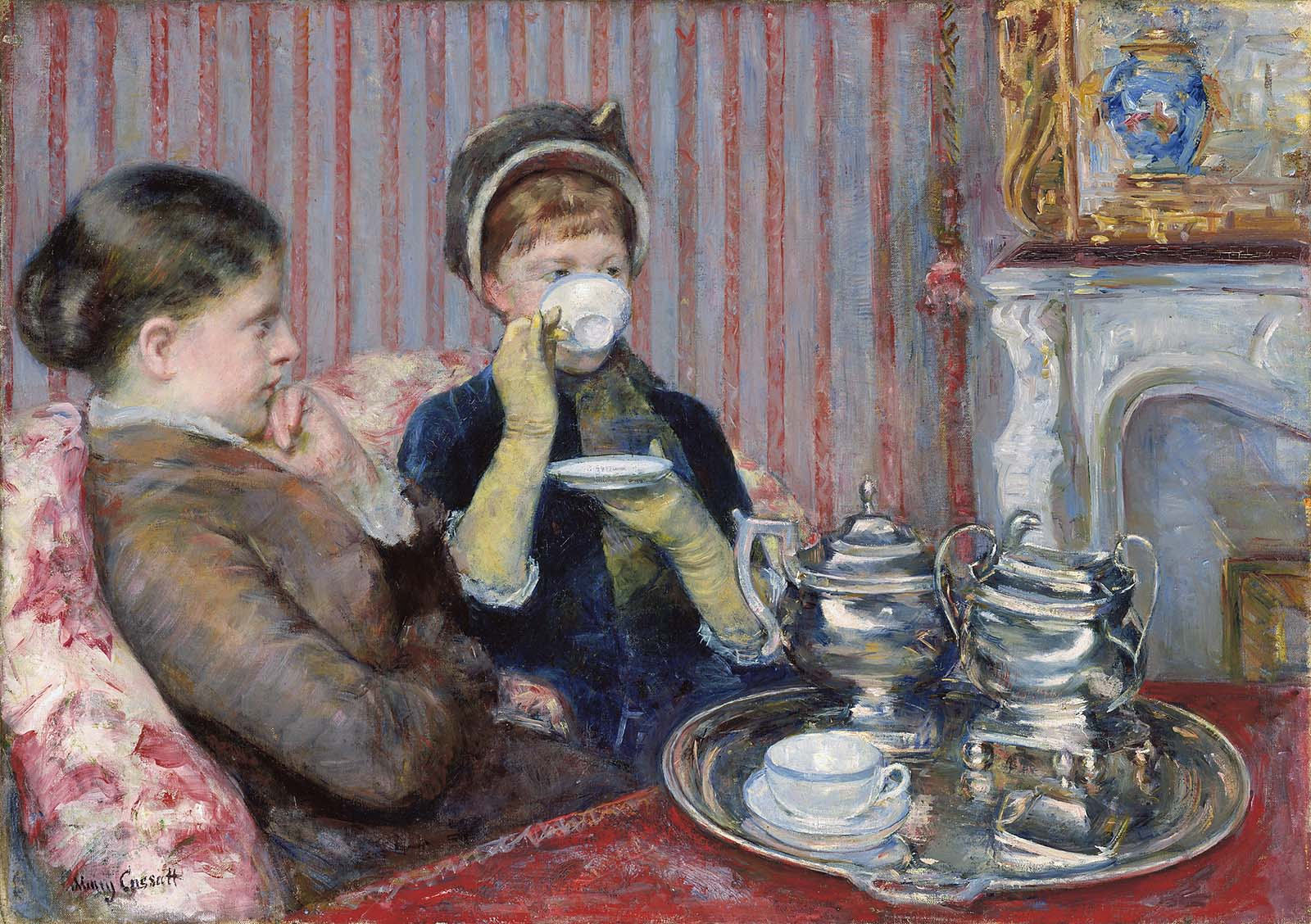
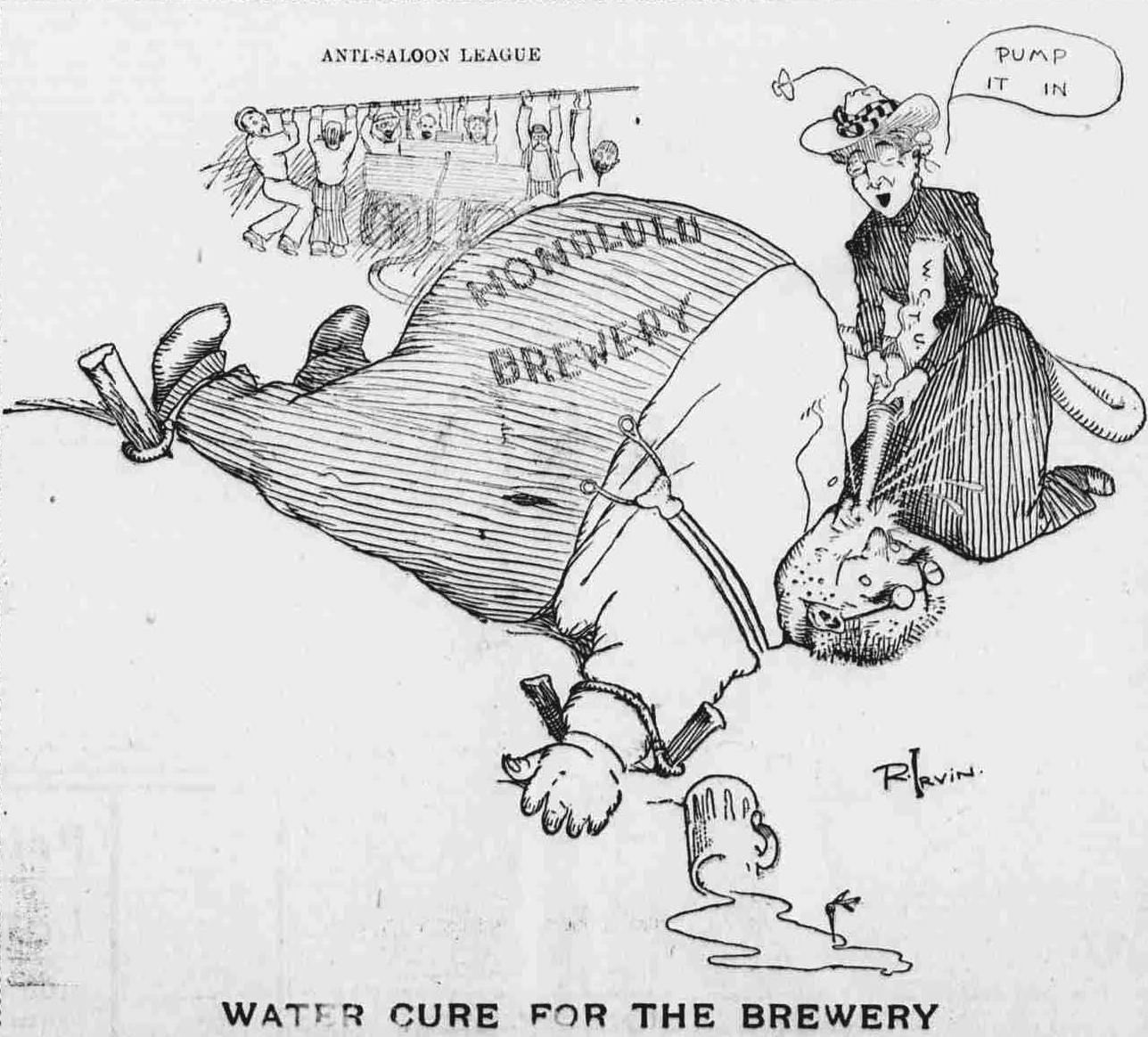
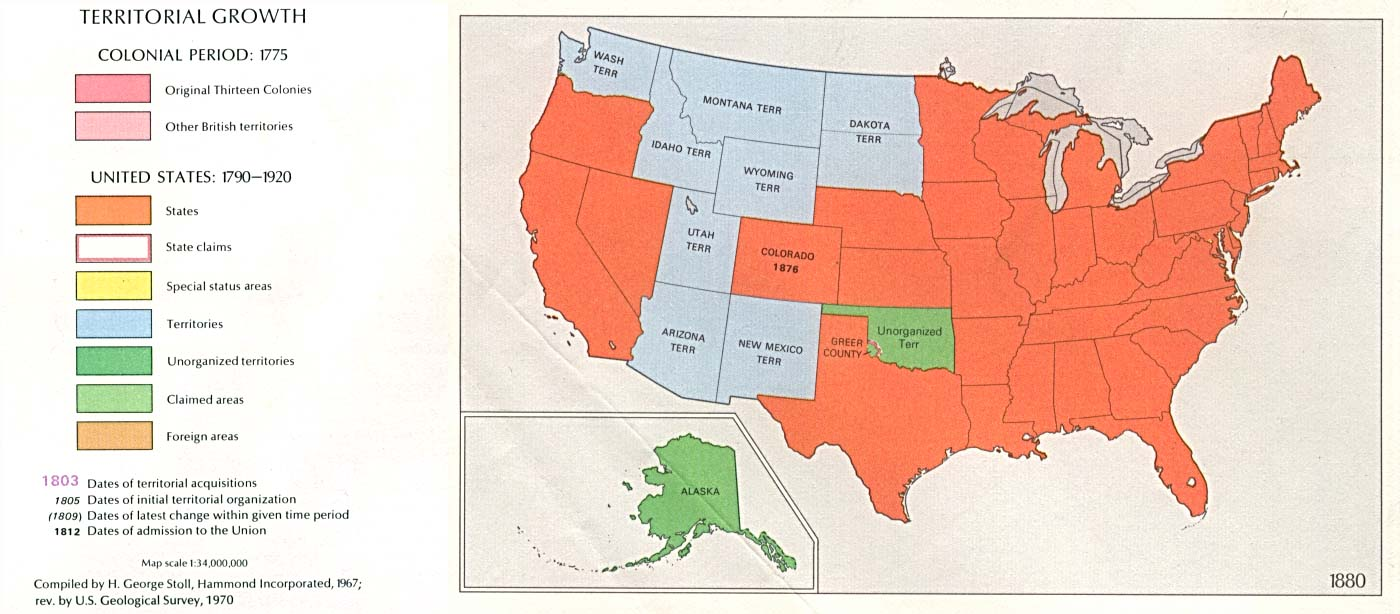
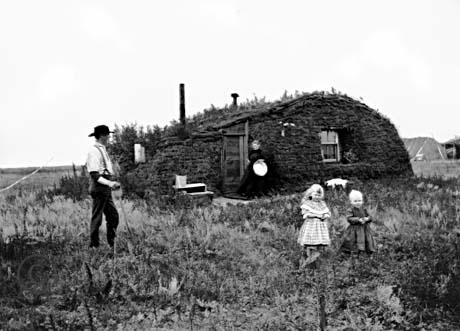

## واژگان
1. ↑  Mark Twain
2. ↑  The Gilded Age: A Tale of Today
3. ↑  American Civil War
4. ↑  Reconstruction Era of the United States
5. ↑  Progressive Era